# Ruth Pfau
Ruth Katherina Martha Pfau (Leipzig, Alemanya, 1929 - Karachi, Pakistan, 10 d'agost de 2017) fou una monja i metgessa alemanya, membre de les Filles del Cor de Maria que dedicà la seva vida als leprosos al Pakistan, així com una activista a favor dels drets humans.
Després de la Segona Guerra Mundial, quan els russos van ocupar l'est d'Alemanya va escapar a Alemanya Occidental amb la seva famíliai va triar medicina com la seva futura carrera. Va estudiar medicina en 1949 en Mainz però volia fer alguna cosa més amb la seva vida així que el 1962 es dirigia a L'Índia després d'unir-se a un orde religiós però a causa de problemes de visat es va quedar al Pakistan. Va viatjar a Karachi, on va visitar una colònia de leprosos anomenada McLeod Rd, situada darrere de l'estació de ferrocarril. Allí va decidir que la seva vida estaria dedicada a cura dels seus pacients.
Fou reconeguda al Pakistan i a l'estranger i guardonada amb nombrosos premis i medalles.